# Língua crioula de Agalega
A língua crioula de Agalega é uma língua crioula de base léxica francesa falada nas ilhas Agalega, pertencentes à República de Maurício, no oceano Índico, e cuja população estimada é aproximadamente 300 habitantes.
A língua crioula de Agalega foi fortemente influenciada tanto pelas línguas crioulas de Maurício e Seicheles, como pela língua malgaxe. O número falantes nativos é de pouco menos de 1 000.